# Roger Guerreiro
Roger Guerreiro, conocido como Roger (São Paulo, 25 de mayo de 1982), es un exfutbolista brasileño con ciudadanía polaca que jugaba de centrocampista.

## Selección nacional
Fue internacional con la selección de fútbol de Polonia en 26 partidos internacionales y anotó 4 goles.

## Clubes
| Club                                     | País    | Año         |
| ---------------------------------------- | ------- | ----------- |
| AD São Caetano                           | Brasil  | 2000 - 2002 |
| Corinthians                              | Brasil  | 2002-2003   |
| Flamengo                                 | Brasil  | 2003-2004   |
| Celta de Vigo                            | España  | 2004-2005   |
| EC Juventude                             | Brasil  | 2005-2006   |
| Legia Varsovia                           | Polonia | 2006-2009   |
| AEK Atenas FC                            | Grecia  | 2009-2013   |
| Guaratinguetá Futebol                    | Brasil  | 2013        |
| Comercial Futebol Clube (Ribeirão Preto) | Brasil  | 2014        |
| Rio Branco Sport Club                    | Brasil  | 2015        |
| Aris de Limassol                         | Chipre  | 2015        |
| Villa Nova Atlético Clube                | Brasil  | 2016        |
| Hercílio Luz Futebol Clube               | Brasil  | 2016        |

## Palmarés

### Campeonatos nacionales
| Título               | Club                   | País    | Año       |
| -------------------- | ---------------------- | ------- | --------- |
| Ekstraklasa          | Legia Varsovia         | Polonia | 2005–2006 |
| Copa de Polonia      | Legia Varsovia         | Polonia | 2007–2008 |
| Supercopa de Polonia | Legia Varsovia         | Polonia | 2008      |
| Copa de Grecia       | AEK Atenas Fútbol Club | Grecia  | 2010–2011 |

### Distinciones individuales
| Distinción                         | Año  |
| ---------------------------------- | ---- |
| Mejor extranjero del fútbol polaco | 2007 |